# 犬儒主义

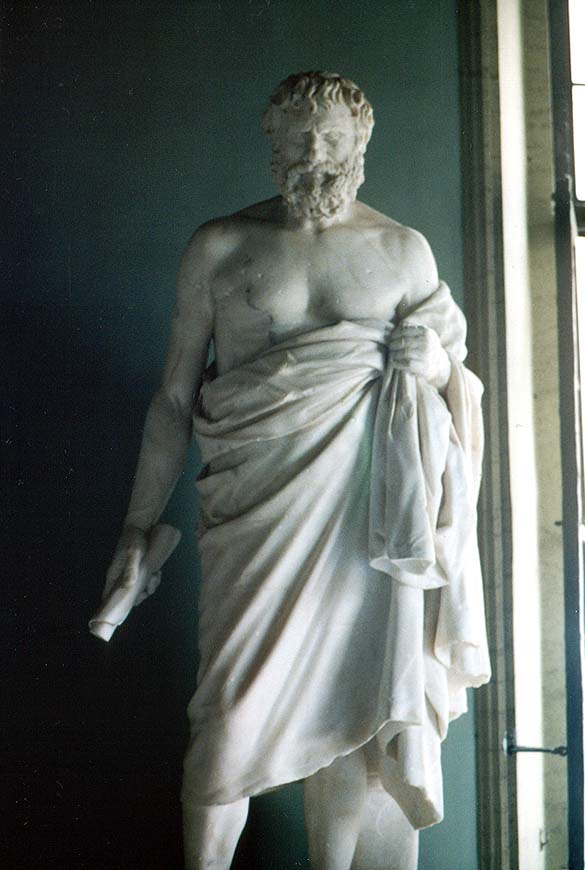
一座位于罗马卡比托利欧博物馆的不知名的犬儒雕像。这是罗马时期对公元前3世纪希腊时期雕像的复制品。他右手拿着的卷轴是18世纪的修复品。

犬儒主義（又稱“犬儒學派”、“昔尼克主义（学派）”或“西尼克主义（学派）”）是古希臘哲學的一个学派，信奉犬儒主义并将其实践者被稱為犬儒。对于犬儒来说，生活的目的是活在美德中并符合自然。犬儒认为人是理性动物，可以通过严格训练并按照自然來幸福地生活，同时应该摒弃财富、权力、名利等傳統欲望，甚至可以在公共场合公然蔑视傳統規範，转而追求一种没有任何财产的简单生活。
最先描述犬儒主义主要思想的哲学家是安提西尼，他在公元前5世纪末曾是苏格拉底的弟子之一。随后的第欧根尼，他住在雅典街头的一个浴缸里，他将犬儒主义推向了逻辑上的极端，也被视为犬儒主义的典型人物。随后的克拉特斯，受到安提西尼的影响，捐出了自己的大量财产，从而在雅典过上了犬儒的贫困生活。
大约在公元前3世纪，犬儒主义的重要地位逐渐消退，但在1世纪，随着罗马帝国的崛起，犬儒主义又经历了一次复兴。犬儒会在整个罗马帝国的城市中乞讨和宣讲，与其思想类似的禁欲主义和修辞思想也出现在同时期的早期基督教中。到19世纪，人们較强调犬儒主义的消极面向，导致犬儒主义在现代理解成普遍不信任他人动机和行为的态度。

## 名字由来
英语“Cynic”的词根來自古希腊语 “κῠ́ων”，意为“像狗一样”。。古代稱犬儒為“狗”可能是因為最早的犬儒安提西尼在快犬（英語：Cynosarges，希臘語：Κυνόσαργες）任教，而学校名字的意思是“白狗的地方”。但似乎可以肯定的是，“狗”這個詞還是對於最早的犬儒无耻地拒絕傳統舉止並決定流浪街頭的一種羞辱，特別是對於第欧根尼，他被稱為“狗”。第欧根尼似乎很喜歡這個稱號，他說道“別的狗咬他們的敵人，我通過咬我朋友们來拯救他們”。後來的犬儒也試圖將這個詞變成他們的優勢，正如後來評論家解釋道：
犬儒如此命名有四个原因。首先是因为他们生活方式的冷漠，因为他们崇拜冷漠，像狗一样，在公共场合吃饭、做爱、赤脚、睡在浴缸裡和十字路口。第二个原因是狗是一种無恥的动物，他们崇拜無恥，不是因为他們不謙遜，而是高於謙遜。第三个原因是狗是一个很好的守卫者，他们守卫着他们的哲学宗旨。第四个原因是狗是一种有辨识力的动物，它能分清朋友和敌人。他们也接受那些适合哲学的人作为朋友，並友好地接待他们，而那些不适合哲学的人，他们像狗一样通过吠叫将他们赶走。
漢語“犬儒”一詞是“犬”和“儒”二字的結合，民国时期可見於下面文字：
“若能循齊物之眇義，任夔蚿之各適 一人百族，勢不相侵，井上食李之夫，犬儒裸形之學，曠絕人間。”——章炳麟，《＜無政府主義＞序》
“蜜蜂的刺， 一用即喪失了它自己的生命；犬儒的刺， 一用則苟延了他自己的生命。”——魯迅，《而已集‧小雜感》（1927年）

## 哲學
犬儒主义在希腊化哲学中為人注目。它声称可以在不确定的时代裏為人们謀幸福，讓支持者有較大機會免于痛苦。虽然犬儒主义学说从来没有一套權威版本，但其基本原则可以概括如下：
- 人生的目的是幸福感（εὐδαιμονία）和頭腦清晰或清醒（ἁτυφια)。
- 幸福感是通过按照人类理性所理解的遵循自然生活而实现的。
- 傲慢（τύφος）是由错误的价值判断引起的，它会导致负面情绪、不自然的欲望和恶毒的性格。
- 幸福感，或者人类的繁荣，取决于自给自足（英语：Self-sustainability）（αὐτìρκεια）、镇定（英语：Apatheia）（ἀπάθεια）、卓越（ἀρετή）、博爱（φιλανθρωπία）、直言（英语：Parrhesia）[13]（παρρησία）和道德中性（ἁδιαφορία）。[14]
- 人們通过禁欲修行（ἄσκησις）走向繁荣和清晰，这有助他們摆脱财富、名望、权力等在自然界中没有价值的东西的影响，他们提倡过一种艰苦（英语：ponos）（Πόνος）的生活。对于犬儒来说，這似乎并不意味着付出实际的体力劳动。例如，第欧根尼靠乞讨为生，而不是靠做体力劳动。相反，這也意味着刻意选择艰苦的生活——例如，冬天只穿一件薄薄的斗篷，赤脚走路。[15]
- 犬儒表现出无耻或无礼（ἀναίδεια）並破壞社會規範（νόμος）——人们认为理所当然的法律、习惯和社会习俗。

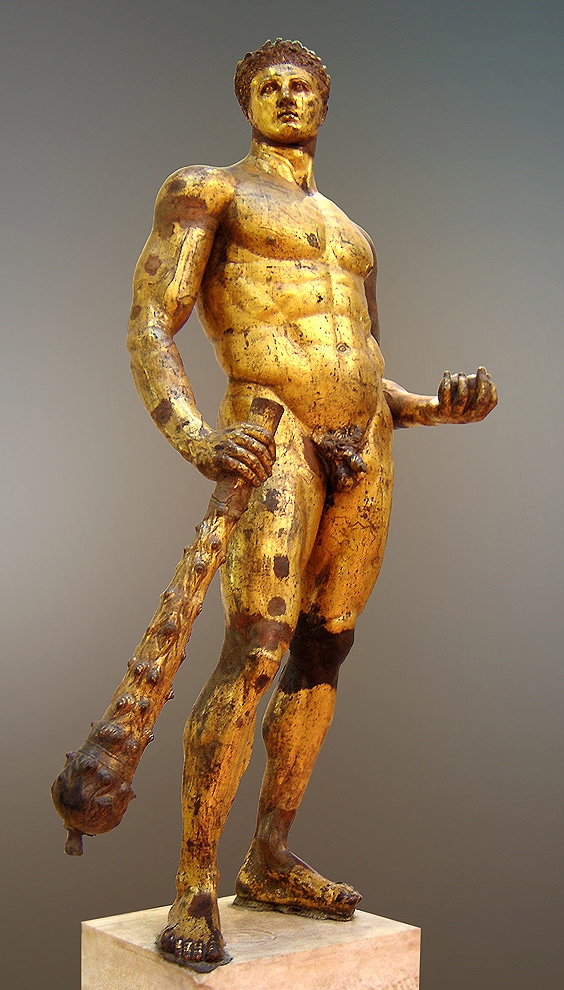
犬儒把赫拉克勒斯作为他们的守护神英雄，此图展示的是建于公元二世纪的镀金青铜雕像。

因此，犬儒没有财产，且拒绝一切金钱、权力、名誉等传统价值。顺应自然的生活只需要生存所需的最低限度的必需品，一个人可以通过摆脱任何因规范而产生的需求的束缚，从而获得自由。犬儒把赫拉克勒斯視为他们榜樣和英雄。社会学家解释道，赫拉克勒斯“从地下世界带来了冥府的猎犬刻耳柏洛斯，这是对被称为“狗”的第欧根尼特别有吸引力的地方。”根据琉善的说法，“刻耳柏洛斯和犬儒肯定是因为狗而联系到一起的。”

犬儒的生活方式需要持续锻炼，不仅仅要锻炼判断力和内心，也要锻炼身体：
（第欧根尼）曾经说过，有两种锻炼：一种是头脑的锻炼，一种是身体的锻炼；在用头脑的时候，后者会令其思维更迅速而敏捷，从而极大地促进了美德实践的效果；但是如果没有前者，只有后者是不完美的，因为明辨所必需的健康和活力同时取决于身体和头脑。
这不意味着犬儒脱离社会。犬儒通过对抗性的、常常是挑衅性的举止来宣扬自身的存在，犬儒生活在公众的注视之下，面对公众对其不规范的行为的任何侮辱，他们毫不在意。世界主义的思想可以追溯到古希腊的犬儒：当有人问第欧根尼来自哪里时，他回答说他是“世界公民（希臘语：κοσμοπολίτης）”。
犬儒主义是一种激进的传教主义；作为人类的侦察兵，他们必须探索人类的处境。犬儒用在生活中所得的例证（包括对犬儒的尖刻讽刺），去挖掘并揭露在日常惯例中的虚饰。
虽然犬儒主义主要集中在伦理学上，但一些犬儒，如摩尼穆斯（Μόνιμος），提出了认识论，即关于tuphos（τῦφος）的怀疑论。

## 历史
古典时期希腊和罗马的犬儒认为美德是幸福的唯一必要条件，并认为有美德便完全足以获得幸福。古典时期的犬儒遵循这一哲学思想，甚至忽视不能促进他们美德的完善和幸福的实现的一切事物。犬儒的称号源自希腊语κύων（意思是“狗”），据称是因为他们忽视了社会、卫生、家庭、金钱等规范，让那时的人认为他们像狗一样。犬儒试图使自己摆脱规范，变得自给自足，并且只按照自然生活。他们拒绝任何涉及金钱、权力、名誉等传统幸福观念，过完全道德上的幸福生活。
古代的犬儒拒绝传统的社会价值观，并且会批评贪婪等他们认为会造成痛苦的行为。在18世纪末和19世纪初，人们較强调他们这一方面的教义，导致现代人将犬儒主义理解为“一种轻蔑或厌倦的消极态度，尤其是不信任他人的正直或动机良善」。这种犬儒主义的现代定义与古代强调“从欲望中解放出来的美德和道德上的自由”的犬儒主义形成鲜明对比。

### 前期哲学的影响
在犬儒主义出现之前的几个世纪里，各种哲学家，如毕达哥拉斯主义，都提倡过简单生活。公元前6世纪初，斯基泰人阿那卡尔西将简单生活与对希腊社会规范的批评结合起来，这种方式后来成为了犬儒践行的标准。也许一些印度哲学家也对犬儒产生过影响，被希腊人叫做裸体哲学家，他们是严格的禁欲主义者。苏格拉底明确表示了热爱美德，也对财富漠不关心，并且蔑视普遍的见解。

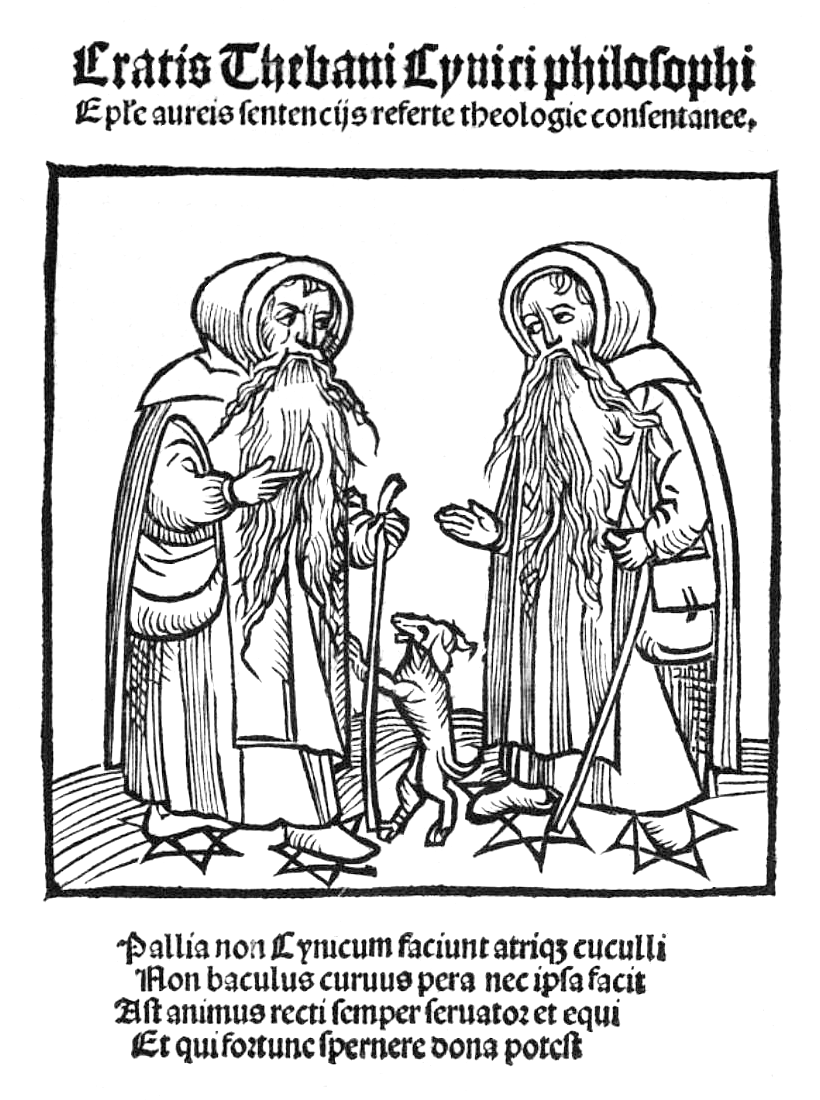
16世纪描绘犬儒形象的插画

### 象征
在伊壁鸠鲁的著作中，犬儒的服饰是一件旧斗篷和一根手杖，手杖则是象征赫拉克勒斯的棍棒。

在从古风时期到古典时代的社会演进中，公众不再携带武器进入城邦。最初在城里应当是带着剑的，然而，习惯从带长矛转向带长杖，直到最后，在城市中携带任何武器成为一种愚蠢的旧习俗。因此，携带手杖的行为本身就是一种禁忌。根据现代理论家的说法，手杖既象征着一种工具，又表明使用者与体力劳动分离，即作为炫耀空闲的表现，同时它也与运动相关，并且通常是狩猎和运动服装的一部分。因此，它显示出积极好战的品质，而不是弱者需要养活自己的象征。

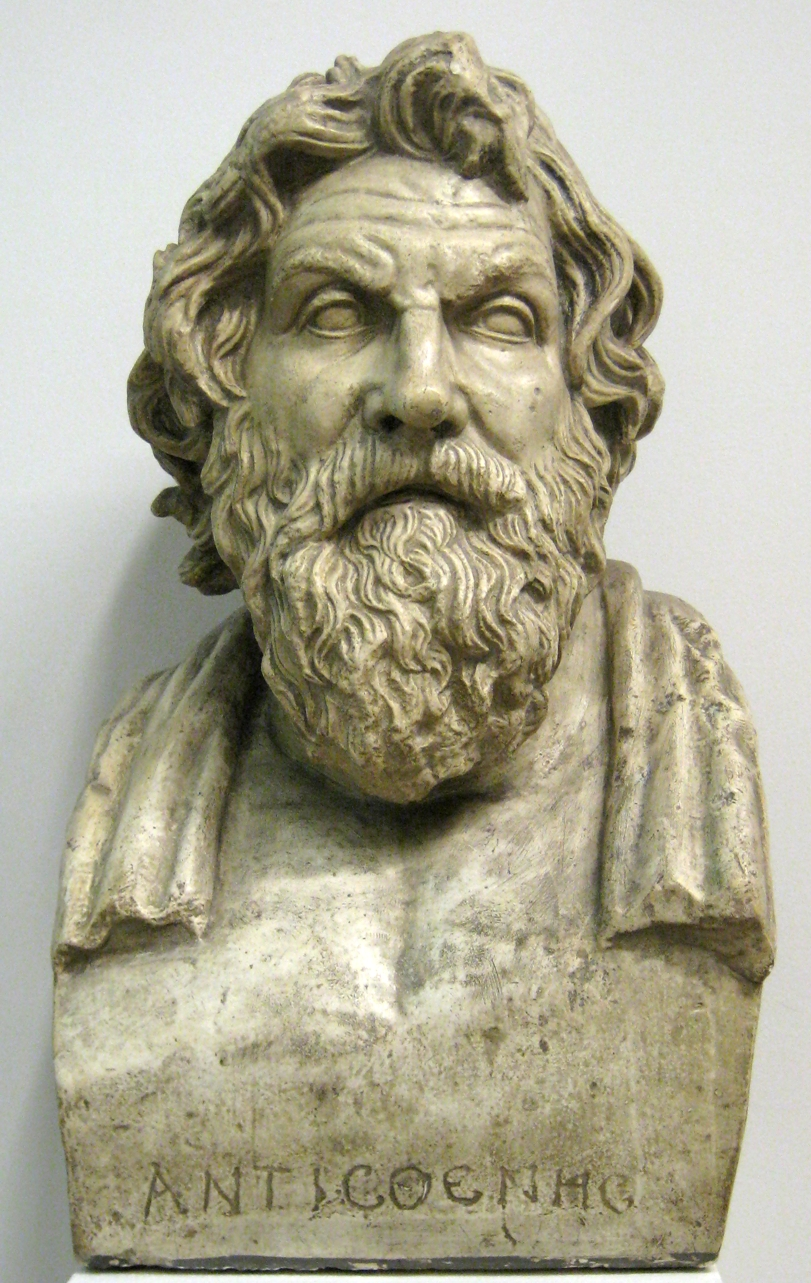
安提西尼的半身像

### 安提西尼

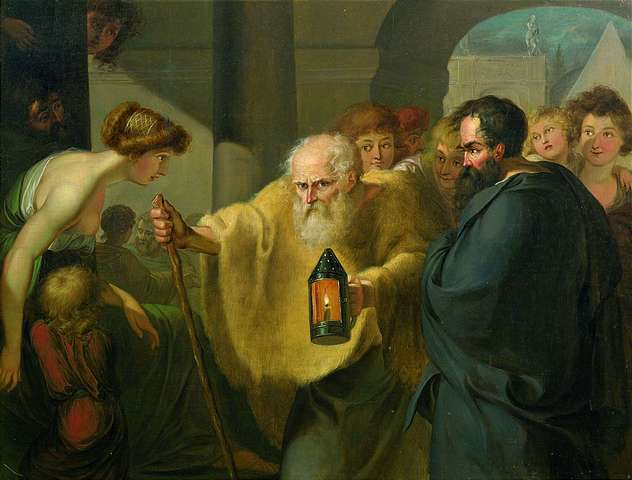
《第欧根尼寻找一个诚实的人》（Diogenes Searching for an Honest Man）（c.1780年），约翰·海因里希·威廉·蒂施贝因的画作

习惯上，犬儒主义的历史始于安提西尼（公元前445-公元前365年），他是柏拉图的年长者以及苏格拉底的学生。安提西尼比苏格拉底小25岁，是苏格拉底最重要的门徒之一。尽管后来的古典的著者毫不怀疑地将他作为犬儒主义的创始人，但他的哲学观点似乎比后来简单而纯粹的犬儒主义更为复杂。在第欧根尼·拉尔修归纳的安提西尼作品中，关于语言、对话和文学的作品远远超过伦理或政治著作，虽然这些作品可能反映了他的哲学兴趣是如何随着时间而改变的。但可以确定他鼓吹一种贫穷的生活：
我有足够的食物满足我的饥饿，有足够的饮料满足我的口渴；也给自己穿衣服；而在户外，像卡利亚斯，甚至只用带着他所有的钱财，都能比我更安全地免于瑟瑟发抖；而当我发现自己在室内时，难道我还需要比裸露的墙壁更暖和的衬衫吗？

### 第欧根尼

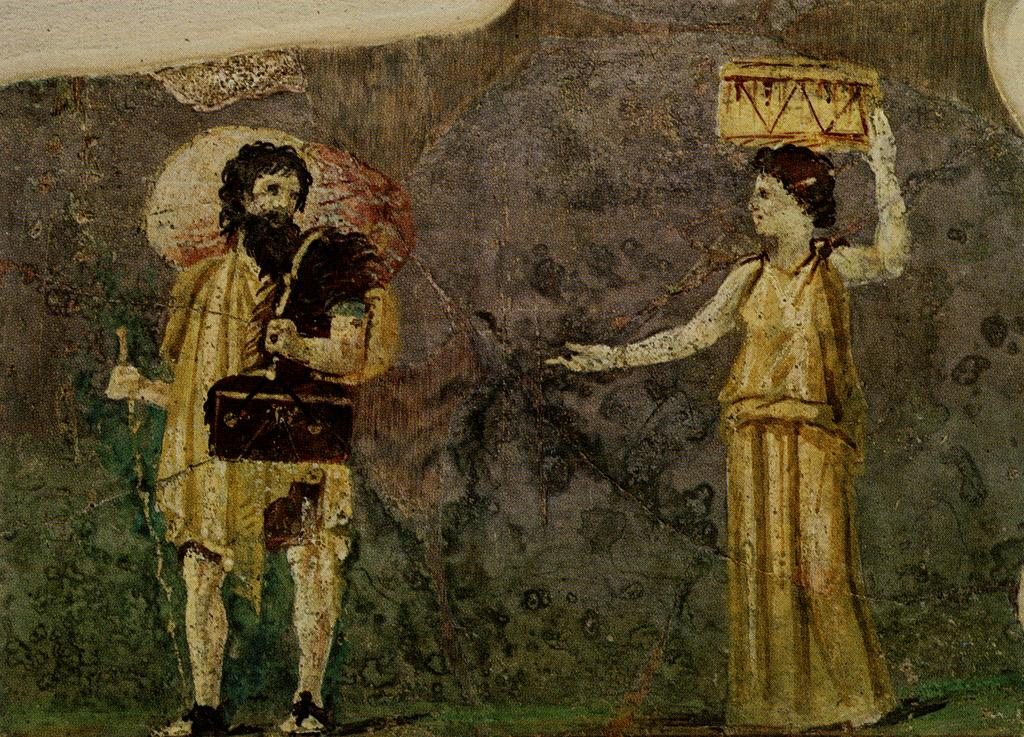
克拉特斯和希帕嘉，来自罗马的古董壁画

第欧根尼（约公元前412年-公元前323年）在犬儒主义历史中是十分独特的一位。最初在他和他负责锡诺普造币厂的父亲因伪造货币而惹上麻烦之后，他去了雅典，逃离了家乡。据说后来第欧根尼成为了安提西尼的门徒，但也不能确定他们曾经见过。然而第欧根尼事实上采取了安提西尼的教义和禁欲主义生活方式。追求自给自足、艰苦和无耻。有很多关于他的传闻：极端禁欲主义（睡在浴缸里）、无耻的行为（吃生肉、演说后当众排泄）、他对传统社会的批判（他说，“坏人服从他们的欲望，就像仆人服从主人一样”）等，虽然无法判断这些故事中哪些是真实的，但它们确实描绘了他所拥有的广泛的特征，包括道德上的严肃性。

### 克拉特斯
克拉特斯（公元前365年-公元前285年）是犬儒主义历史上第三位重要人物。他之所以出名，是因为他放弃了一大笔财产，在雅典过着犬儒的贫困生活。据说他是第欧根尼的学生，但这也是不确定的。克拉特斯爱上了希帕嘉，婚后他们一起在雅典街头乞讨，在那他们受到了尊重。克拉特斯之后的成名（除了他不合规范的生活方式）是因为他后来成为了斯多葛主义的创始人芝诺的老师。

### 其他犬儒
公元前4世纪和3世纪还有许多其他犬儒主义者，包括欧奈西克瑞塔斯（与亚历山大大帝一起航行到印度）、怀疑论者Monimus、道德讽刺家Bion（Βίων）、谩骂者（διατριβή）Teles（Τέλης）和梅尼普斯。然而，随着公元前3世纪斯多葛主义的兴起，犬儒主义作为一种严肃的哲学活动经历了衰落，直到公元1世纪的罗马时代，犬儒主义才开始复兴。

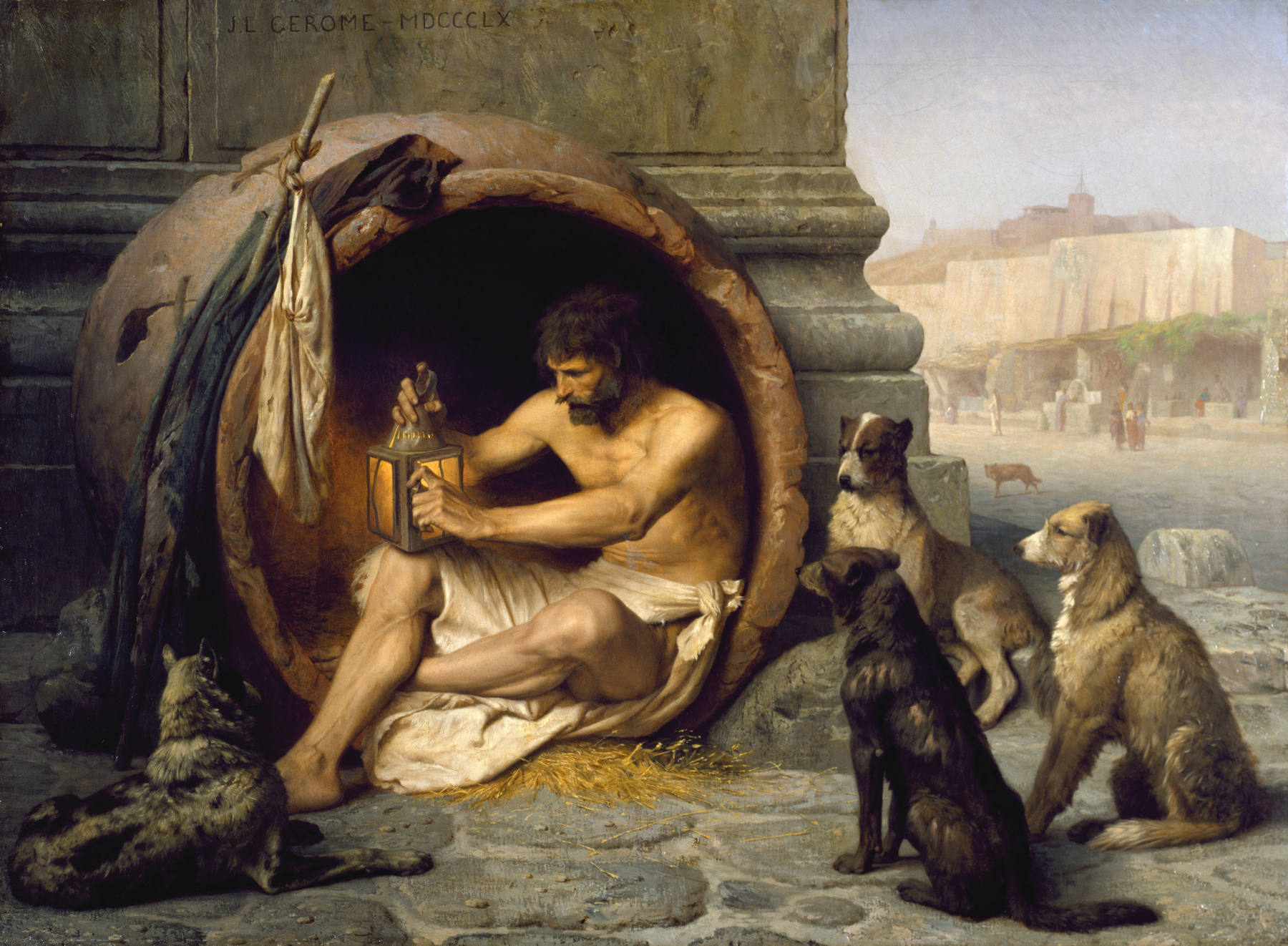
《第欧根尼坐在他的浴缸里》（Diogenes Sitting in His Tub）(1860年），让-莱昂·热罗姆的画作

### 罗马时期
公元前2世纪到公元1世纪几乎没有犬儒主义的记载；对希腊化哲学非常感兴趣的西塞罗（约公元前50年）对犬儒主义只字未提，只是说“应该回避它，因为它与谦虚相反，没有谦虚就没有权利和荣誉”。然而，到了公元1世纪，犬儒主义又全面卷土重来。随着罗马帝国的崛起，就像三个世纪前希腊人在腓力二世和亚历山大的统治下失去自主一样，这可能导致了当时许多人产生了无力感和沮丧感，就使得强调自给自足和内心幸福的哲学一度再次盛行。犬儒遍布整个帝国，站在街角宣扬美德。琉善抱怨说：“每个城市都充满了这样的自命不凡的人，尤其是那些以第欧根尼、安提西尼和克拉特斯的名字作为赞助人并加入‘狗’军的人”。阿里斯·台德斯观察到“他们经常光顾门口，与看门人交谈的次数比与主人交谈的次数更多，用厚颜无耻来弥补他们卑微的地位”。公元1世纪最著名的犬儒主义的代表是德米特里，塞内卡赞誉他为“一个拥有绝顶智慧的人，尽管他自己否认了这一点，而他坚持他所宣称的原则，并且他的雄辩足以应付最强大的话题。”罗马的犬儒主义既是讽刺作家的笑柄，也是思想家的理想。在公元2世纪，琉善在对犬儒哲学家佩雷格林努斯·普罗透斯嗤之以鼻的同时，却在对话中称赞了他自己的犬儒导师泽莫纳克斯。
根据爱比克泰德的说法，理想的犬儒主义者“必须知道，他是宙斯派来的使者，去向人们传达关于好事和坏事的信息，以向人们表明他已在四处流浪。”不幸的是，对于爱比克泰德来说，那个时代的许多犬儒并没有达到理想状态：“想想现在的犬儒，他们是在餐桌旁等候的狗，在任何方面都不会模仿以前的犬儒，除了会偶尔放屁。”与公元2世纪后作为一种独立哲学衰落的斯多葛主义不同，犬儒主义似乎在公元4世纪蓬勃发展。尤利安皇帝（361-363年在位）与爱比克泰德一样，赞扬理想的犬儒主义，并抱怨當時犬儒主义的实际实践者。古代最后一位犬儒是5世纪末的萨卢斯提乌斯。

## 影响和评价

### 与基督教的关系

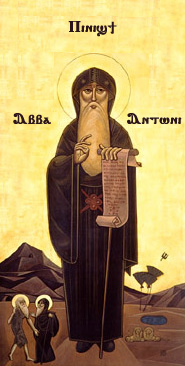
科普特人的崇拜对象圣安东尼，一位早期的基督教苦行者。早期的基督教禁欲主义可能受到犬儒主义的影响。

#### 耶稣作为一个犹太犬儒
一些历史学家注意到耶稣的教义与犬儒主义者的教义之间的相似之处。一些学者认为，Q文件是马太福音和路加福音共同的假设来源，与犬儒主义的教义有很强的相似之处。寻求历史耶稣的学者，例如伯顿·L·麦克和耶稣研究会的约翰·克罗森，认为公元1世纪的加利利是一个希腊化思想与犹太思想和传统规范发生冲突的世界。加达拉作为犬儒主义的中心尤其引人注目，其距离耶稣的出生地拿撒勒只有一天的步行路程。伯顿·L·麦克将耶稣描述为“相当正常的犬儒类型人物”。对于约翰·克罗森来说，耶稣更像是来自希腊化犹太教传统的犬儒的圣人，而不是替罪而死的基督或想要建立独立的以色列犹太国的弥赛亚。一些其他学者怀疑耶稣深受犬儒的影响，并认为犬儒主义比犹太的先知传统更为重要。

#### 犬儒主义对早期基督教的影响
犬儒主义的许多关于禁欲主义实践可能已被早期基督徒采用，并且基督徒经常采用与犬儒主义者相同的修辞方法。一些犬儒因为公开反对当局而殉难。Peregrinus Proteus是一位犬儒主义者，在皈依犬儒主义之前作为基督徒生活了一段时间，而在公元4世纪的亚历山大的马克西姆斯，虽然他是基督徒，但由于他禁欲主义的生活方式也被称为犬儒。基督教著者经常赞美犬儒主义的贫穷，尽管他们蔑视犬儒主义的无耻，奥古斯丁声称他们“违背了人类谦虚的本能，夸耀地宣告了他们不洁而无耻的意见，这些意见确实配得上‘狗’。”基督教的苦行者（即禁欲主义者，如沙漠教父）也与犬儒主义有直接联系，这可以从早期教会的流浪托钵僧身上看出，他们在外表和许多实践上与早期的犬儒几乎没有什么不同。玛利学院的学者Leif E. Vaage比较了Q文件和犬儒文本（如《犬儒书信》）之间的共性。《犬儒书信》包含了智慧学问和犬儒所宣扬的他们各自的纯洁感和禁欲主义实践道德观（内容通常以辩论为主）。
在公元2世纪，犬儒克雷森斯与殉道者游斯丁发生冲突，在记载中，犬儒克雷森斯称基督徒是“最没有神灵的”（ἀθεωτάτος），意指的是他们拒绝异教神灵，又没有神庙、雕像或祭品。这些对基督徒的普遍批评一直持续到公元4世纪结束。

### 与斯多葛主义的关系
犬儒主义哲学对斯多葛主义产生了重要影响。公元前2世纪，斯多葛学派的阿波罗多罗斯指出，“犬儒主义是通向美德的捷径”。犬儒克拉特斯是斯多葛主义创始人季蒂昂的芝诺的老师。罗马时期，犬儒主义逐渐被斯多葛主义的爱比克泰德视为一种理想化形式，这种观点使其用长篇论述颂扬了理想的犬儒主义。在早期斯多葛主义中发现的犬儒主义倾向（例如芝诺在他的《共和国》中阐述的关于两性平等的激进观点）可以归因于犬儒克拉特斯的影响。斯多葛主义的塞内卡倾佩Demetrius，也是他的学生。
伯特兰·罗素在其《西方哲学史》 中批评犬儒主义和并赞扬斯多葛主义，指出的犬儒主义和斯多葛主义的关系：
|  | 狄奥根尼本人是一个精力旺盛的人，但他的学说却正象希腊化时代所有的学说一样，乃是一种投合于劳苦倦极的人们的学说，失望已经摧毁了这些人的天赋的热忱了。这种学说除了对于强有力的罪恶是一种抗议而外，当然绝不是一种可以指望促进艺术或科学或政治或任何有用的活动的学说。[...]在这一点上我们很难对于这种单纯生活感到任何的同情，它已经变得太单纯了。我们怀疑是谁高兴这种说教，是希望把穷人的苦难想象成仅仅是幻想的那些富人呢？还是力图鄙视获得了成功的事业家们的那些新的穷人呢？[...]犬儒派学说中最好的东西传到了斯多葛主义里面来，而斯多葛主义则是一种更为完备和更加圆通的哲学。" |

## 犬儒哲学家列表
以下列出了部分犬儒哲学家：
| 名字                | 时期（年）          | 备注                                       |
| ------------------- | ------------------- | ------------------------------------------ |
| 公元前4世纪         |                     |                                            |
| 安提西尼            | 大约前445-前365     | 苏格拉底的学生。制定了犬儒主义哲学的原则。 |
| 第欧根尼            | 大约前412-前323     | 犬儒的典型。                               |
| 欧奈西克瑞塔斯      | 大约前360-大约前290 | 第欧根尼的学生。与亚历山大大帝一起旅行。   |
| 菲利斯库            | 前325               | 欧奈西克瑞塔斯的儿子，第欧根尼的学生。     |
| Hegesias            | 前325               | 第欧根尼的学生。                           |
| Monimus             | 前325               | 第欧根尼的学生。                           |
| 克拉特斯            | 大约前365-大约前285 | 季蒂昂的芝诺的老师。                       |
| 希帕嘉              | 前325               | 克拉特斯的妻子                             |
| Metrocles           | 前325               | 希帕嘉的哥哥，克拉特斯的学生。             |
| Theombrotus         | 前300               | 克拉特斯的追随者。                         |
| 克莱奥梅尼          | 前300               | 克拉特斯的追随者。                         |
| 公元前3世纪         |                     |                                            |
| 比翁                | 大约前325-大约前250 | 智辩家。                                   |
| 索塔德斯            | 前275               | 写关于犬儒的诗。                           |
| 梅尼普斯            | 前275               | 道德讽刺家。                               |
| 迈内德姆斯          | 前250               | [ 104 ]                                    |
| 科尔基达斯          | 大约前290-大约前220 | 诗人。                                     |
| Teles               | 前235               | 教师和作家。                               |
| 公元前1世纪         |                     |                                            |
| Meleager            | 前90                | 诗人。                                     |
| 公元1世纪           |                     |                                            |
| 季米特里奥斯        | 大约1-大约75        | 老师，帕埃图斯和塞内卡的朋友。             |
| Agathobulus         | 125                 | 泽莫纳克斯和Peregrinus的老师。             |
| Secundus the Silent | 130                 | 与哈德良皇帝见面的犬儒。                   |
| 泽莫纳克斯          | 150                 | 琉善的老师。                               |
| Peregrinus Proteus  | 100-165             | 在奥林匹克运动会自杀。                     |
| Theagenes           | 150                 | Peregrinus的学生，赞扬其老师自杀。         |
| Oenomaus            | 150                 | 宗教信仰批评家。                           |
| Pancrates           | 150                 | [ 116 ]                                    |
| Crescens            | 160                 | 游斯丁的批评者。                           |
| 公元4世纪           |                     |                                            |
| 希拉克略            | 360                 | 在一次演说中受到尤利安皇帝的批评。         |
| Asclepiades         | 360                 | 曾在安条克拜访尤利安皇帝。                 |
| 荷鲁斯              | 375                 | 奥林匹克拳击手。                           |
| 公元5世纪           |                     |                                            |
| Sallustius          | 450                 | 成为犬儒的新柏拉图主义者。                 |

## 另見
- 从众
- 禁欲主义
- 圣愚
- 自然法
- 斯多葛主义
- 魔鬼辞典

## 延伸阅读

### 原始资料
- Socratis et Socraticorum Reliquiae, ed. G. Giannantoni, 4 volumes (Naples, 1990). （页面存档备份，存于） 第2卷收集了从安提西尼到克拉特斯的早期犬儒片段。
- The Cynic Philosophers, ed. R. Dobbin (Penguin, 2012) （页面存档备份，存于）
- Diogenes the Cynic: Sayings and Anecdotes: With Other Popular Moralists, ed. R. Hard (Oxford, 2012) （页面存档备份，存于）
- Diogenes Laërtius, Lives and Opinions of Eminent Philosophers, Book VI: The Cynics （页面存档备份，存于）
- Dio Chrysostom, Cynic Discourses: Oration 6, Oration 8 （页面存档备份，存于）, Oration 9, Oration 10.
- Epictetus, Discourse 3.22, On Cynicism （页面存档备份，存于）
- Julian the Apostate, 6th Oration – To the Uneducated Cynics （页面存档备份，存于）
- Julian the Apostate, 7th Oration – To the Cynic Heracleios （页面存档备份，存于）

### 第二手资料
- Ian Cutler, (2005), Cynicism from Diogenes to Dilbert. McFarland & Co. ISBN 0-7864-2093-6
- William D. Desmond, (2006), The Greek Praise of Poverty: Origins of Ancient Cynicism. University of Notre Dame Press. ISBN 0-268-02582-7
- ————, (2008), Cynics. Ancient Philosophies Series. Acumen Publishing. ISBN 1-84465-129-0
- F. Gerald Downing, (1992),  Cynics and Christian Origins. T. & T. Clark. ISBN 0-567-09613-0
- Luis E. Navia, (1996), Classical Cynicism: A Critical Study. Greenwood Press. ISBN 0-313-30015-1
- Lousa Shea (2009), The Cynic Enlightenment: Diogenes in the Salon （页面存档备份，存于） Johns Hopkins University Press.
- H. C. Baldry, "Zeno's Ideal State". Published in The Journal of Hellenic Studies, Vol. 79 (1959), pp. 3–15. doi:10.2307/627917
- Kathy L. Gaca, "Early Stoic Eros: The Sexual Ethics of Zeno and Chrysippus and their Evaluation of the Greek Erotic Tradition". Published in Apeiron: A Journal for Ancient Philosophy and Science, Vol. 33, No. 3 (2000), pp. 207–238.